# Lijst van brutoformules He-Hs
Dit lemma is onderdeel van de lijst van brutoformules. Dit lemma behandelt de brutoformules van He (helium) tot Hs (hassium).

## He
| Brutoformule                        | Gewone formule                | Naam                                                                     |
| ----------------------------------- | ----------------------------- | ------------------------------------------------------------------------ |
| {\displaystyle {\ce {He}}}          | {\displaystyle {\ce {He}}}    | Helium                                                                   |
| {\displaystyle {\ce {He}}}-isotopen | {\displaystyle {\ce {He}}}    | Isotopen van helium 2He · 3He · 4He · 5He · 6He · 7He · 8He · 9He · 10He |
| {\displaystyle {\ce {He2Hg}}}       | {\displaystyle {\ce {HgHe2}}} | ~ geclaimde edelgasverbinding                                            |
| {\displaystyle {\ce {He2W}}}        | {\displaystyle {\ce {WHe2}}}  | ~ geclaimde edelgasverbinding                                            |

## Hf
| Brutoformule                        | Gewone formule                 | Naam |
| ----------------------------------- | ------------------------------ | --- |
| {\displaystyle {\ce {Hf}}}          | {\displaystyle {\ce {Hf}}}     | Hafnium |
| {\displaystyle {\ce {Hf}}}-isotopen | {\displaystyle {\ce {Hf}}}     | 153Hf · 154Hf · 155Hf · 156Hf · 157Hf · 158Hf · 159Hf · 160Hf · 161Hf · 162Hf 163Hf · 164Hf · 165Hf · 166Hf · 167Hf · 168Hf · 169Hf · 170Hf · 171Hf · 172Hf 173Hf · 174Hf · 175Hf · 176Hf · 177Hf · 178Hf · 179Hf · 180Hf · 181Hf · 182Hf 183Hf · 184Hf · 185Hf · 186Hf · 187Hf · 188Hf |
| {\displaystyle {\ce {HfO2}}}        | {\displaystyle {\ce {HfO2}}}   | Hafnium(IV)oxide |
| {\displaystyle {\ce {HfO4Si}}}      | {\displaystyle {\ce {HfSiO4}}} | Hafnium(IV)silicaat ~ in hafnon |

## Hg
| Brutoformule                         | Gewone formule                    | Naam |
| ------------------------------------ | --------------------------------- | --- |
| {\displaystyle {\ce {Hg}}}           | {\displaystyle {\ce {Hg}}}        | Kwik ~ in amalgaam ~ als parameter in verontreinigingsklasse |
| {\displaystyle {\ce {Hg}}}-isotopen  | {\displaystyle {\ce {Hg}}}        | Isotopen van kwik 171Hg · 172Hg · 173Hg · 174Hg · 175Hg · 176Hg · 177Hg · 178Hg · 179Hg · 180Hg 181Hg · 182Hg · 183Hg · 184Hg · 185Hg · 186Hg · 187Hg · 188Hg · 189Hg · 190Hg 191Hg · 192Hg · 193Hg · 194Hg · 195Hg · 196Hg · 197Hg · 198Hg · 199Hg · 200Hg 201Hg · 202Hg · 203Hg · 204Hg · 205Hg · 206Hg · 207Hg · 208Hg · 209Hg · 210Hg |
| {\displaystyle {\ce {Hg}}}-mineralen | {\displaystyle {\ce {Hg}}}        | Kwikhoudend mineraal |
| {\displaystyle {\ce {HgI}}}          | {\displaystyle {\ce {HgI}}}       | Kwik(I)jodide |
| {\displaystyle {\ce {HgI2}}}         | {\displaystyle {\ce {HgI2}}}      | Kwik(II)jodide |
| {\displaystyle {\ce {HgNO3}}}        | {\displaystyle {\ce {HgNO3}}}     | Kwik(I)nitraat ~ in bontverwerking |
| {\displaystyle {\ce {HgN2O6}}}       | {\displaystyle {\ce {Hg(NO3)2}}}  | Kwik(II)nitraat ~ in bontverwerking |
| {\displaystyle {\ce {HgN3}}}         | {\displaystyle {\ce {HgN3}}}      | Kwik(I)azide ~ als knalkwik |
| {\displaystyle {\ce {HgN6}}}         | {\displaystyle {\ce {Hg(N3)2}}}   | Kwik(II)azide |
| {\displaystyle {\ce {HgO}}}          | {\displaystyle {\ce {HgO}}}       | Kwik(II)oxide |
| {\displaystyle {\ce {HgO4S}}}        | {\displaystyle {\ce {HgSO4}}}     | Kwik(II)sulfaat |
| {\displaystyle {\ce {Hg2O5S}}}       | {\displaystyle {\ce {HgSO4.HgO}}} | Basisch kwik(II)sulfaat ~ uit kwik(II)sulfaat |
| {\displaystyle {\ce {HgS}}}          | {\displaystyle {\ce {HgS}}}       | Kwik(II)sulfide ~ als cinnaber, mineraal ~ in vermiljoen, zegellak |
| {\displaystyle {\ce {HgTe}}}         | {\displaystyle {\ce {HgTe}}}      | Kwik(II)teluride, vorming uit telluriumamalgaam |
| {\displaystyle {\ce {Hg2I2}}}        | {\displaystyle {\ce {Hg2I2}}}     | Kwik(I)jodide-dimeer |

## Ho
| Brutoformule                         | Gewone formule                | Naam |
| ------------------------------------ | ----------------------------- | --- |
| {\displaystyle {\ce {Ho}}}           | {\displaystyle {\ce {Ho}}}    | Holmium ~ in gadoliniet, monaziet |
| {\displaystyle {\ce {Ho}}}-isotopen  | {\displaystyle {\ce {Ho}}}    | Isotopen van holmium 140Ho · 141Ho · 142Ho · 143Ho · 144Ho · 145Ho · 146Ho · 147Ho · 148Ho · 149Ho 150Ho · 151Ho · 152Ho · 153Ho · 154Ho · 155Ho · 156Ho · 157Ho · 158Ho · 159Ho 160Ho · 161Ho · 162Ho · 163Ho · 164Ho · 165Ho · 166Ho · 167Ho · 168Ho · 169Ho 170Ho · 171Ho · 172Ho · 173Ho · 174Ho · 175Ho |
| {\displaystyle {\ce {Ho}}}-mineralen | {\displaystyle {\ce {Ho}}}    | Holmiumhoudend mineraal |
| {\displaystyle {\ce {Ho2O3}}}        | {\displaystyle {\ce {Ho2O3}}} | Holmium(III)oxide |

## Hs
| Brutoformule                        | Gewone formule             | Naam |
| ----------------------------------- | -------------------------- | --- |
| {\displaystyle {\ce {Hs}}}          | {\displaystyle {\ce {Hs}}} | Hassium |
| {\displaystyle {\ce {Hs}}}-isotopen | {\displaystyle {\ce {Hs}}} | Isotopen van hassium 263Hs · 264Hs · 265Hs · 266Hs · 267Hs · 268Hs · 269Hs · 270Hs · 271Hs · 272Hs@ 273Hs · 274Hs@ · 275Hs · 276Hs@ · 277Hs @: isotoop (nog) niet beschreven in de literatuur (december 2021) |